# Sonja Speckmann
Sonja Kadesch, geborene Speckmann, (* 26. Februar 1989 in Dortmund) ist eine deutsche Fußballspielerin.

## Werdegang
Speckmann begann ihre Karriere 1992 beim Hombrucher SV. In ihrer Jugendzeit beim Hombrucher SV durchlief sie von der U-13 bis U-16 die Kreisauswahl Dortmunds sowie bis zur U-20 die Westfalenauswahl. Im Dezember 2005 wechselte sie zum damaligen Regionalligisten Herforder SV, mit dem sie 2006 in die 2. Bundesliga aufstieg. Es folgten 2008 der Aufstieg in die Fußball-Bundesliga und nach dem Abstieg 2009 der sofortige Wiederaufstieg in der Folgesaison. In der Saison 2013/2014 feierte sie mit Herford den dritten Aufstieg in die Bundesliga, verkündete danach aber ihren Weggang. Die Torfrau lief für Herford in 25 Erstligaspielen auf.

### International
Sie absolvierte 2006 drei Länderspiele für die U-17-, sowie ein Länderspiel für die U-19-Nationalmannschaft.

## Erfolge
- Aufstieg in die Bundesliga 2008, 2010, 2013